# Jorge Rádice
Jorge Carlos Rádice (4 de noviembre de 1951, Buenos Aires) es un militar condenado por delitos de lesa humanidad cometidos durante el llamado Proceso de Reorganización Nacional.

## Biografía
Jorge Carlos Rádice nació el 4 de noviembre de 1951 en la ciudad de Buenos Aires,  hijo de Augusto Carlos y de Filomena Mercedes Barbiero. 

## Trayectoria
Jorge Rádice (alias Ruger o Gabriel), perteneció a la Armada Argentina y alcanzó al rango de teniente de fragata.
Rádice era un hombre de confianza de Emilio Massera. Como contador, se dedicó a las operaciones financieras con Berrone. 
Rádice se casó con una ex detenida desaparecida, la montonera Ana Dvatman.
Fue uno de los secuestradores de Elena Holmberg. Además participó en el secuestro de Fernando Branca y de Marcelo Dupont. 
Además fue identificado como uno de los oficiales de la ESMA que violaban a las prisioneras.
También trabajó en la Fundación para la Argentina en Crecimiento, creada por Alberto Kohan.

### Caso Branca
Entre los episodios más resonantes de su carrera y participación en el terrorismo de Estado, se destaca por haber participado personalmente en la desaparición y posterior asesinato del empresario Fernando Arturo Branca ―un empresario mayorista de papel reciclado, representante de la empresa Durbin Inc. (en Miami) a través de Durbin Sudamericana S.A. (en Buenos Aires), y propietario en la zona de Rauch (provincia de Buenos Aires) de tres mil hectáreas destinadas a la explotación agrícola y separado de Martha Rodríguez-McCormack (amante del jefe de la armada Emilio Massera).
Tras una violenta discusión entre Branca y McCormack, la mujer le dijo: "Le voy a avisar a Massera la trampa del negocio que le hiciste resolver, entonces que Dios te ayude." Al día siguiente, Branca fue invitado junto a su pareja de entonces (Cristina Larentis) a navegar en el yate naval. Larentis adujo que no podría concurrir pero Branca aceptó. La cita estaba pactada para las 15 horas del 28 de abril de 1977. Tras salir de sus oficinas de trabajo, Branca regresó al inmueble que compartía con su expareja y le dijo, preocupado, que sentía que lo estaban persiguiendo. De hecho, alguien lo llamó para recordarle que lo esperaban en el Apostadero Naval de San Fernando para pasear en el yate del jefe naval. Sin embargo salió en su vehículo rumbo al norte del conurbano. En ese trayecto se estima que fue interceptado y encañonado por Eduardo Osvaldo Invierno y el teniente de fragata Jorge Carlos Radice.
Llegada la noche se desconocía el paradero del empresario y un ayudante de Massera llamó a la oficina del empresario preguntando el motivo de su ausencia a la cita pactada con el jefe naval. Lo propio hizo con la pareja de Branca, Cristina Larentis. La mujer se puso en contacto con el círculo íntimo del empresario y los puso al corriente de los sucesos. Ese grupo de amigos de Branca pidió audiencia inmediata con el comandante de la Armada para solicitar su colaboración. Munidos con una vasta documentación fueron recibidos por el almirante que los derivó, garantizando que colaborarían, con dos subordinados suyos quienes resultaron ser Eduardo Invierno y Jorge Radice. Jamás recibieron la documentación que aportaron. Mientras Invierno y su asistente Radice comienzan las "investigaciones" infructuosas, es el propio capitán Invierno quien comienza una telaraña de enajenación de bienes de Fernando Branca en Argentina y Estados Unidos, mediante las oportunas y necesarias firmas del propio Fernando Branca (que ya estaba desaparecido).
En la entrevista al medio gráfico Noticias, Fernando Branca hijo declaró que, investigando por propia cuenta, cree que su padre estuvo cautivo un tiempo, al menos el necesario para que el entorno de colaboradores de Massera lograse apropiarse de los bienes de su padre. En dicho reportaje, el hijo de Branca sumó otra intriga al caso: en un campo en la localidad bonaerense de Norberto de la Riestra, una amiga de la exesposa de Branca encontró una boleta datada del año 1981 con firma de Fernando Arturo Branca en la que se le prescribía medicaciones. También narró que al momento de su desaparición, su padre era poseedor de un patrimonio cercano a los treinta millones de dólares estadounidenses, tres propiedades en los Estados Unidos, un departamento en Avenida del Libertador, acciones, campos, una flota de autos y dinero en efectivo. Todo ese patrimonio se esfumó junto con el paradero del empresario. Tras acceder a las chequeras emitidas para su padre por bancos en Estados Unidos detectó que a absolutamente a todas les faltaba al menos un cheque y que las cuentas fueron vaciadas en menos de un par de días tras la desaparición del empresario y que tampoco pudieron recuperar el campo que le pertenecía.
Otro episodio turbio circundante a este caso tuvo lugar cuando Marta McComarck, concurridos 24 meses de la desaparición de Branca, amenazó veladamente a su primer exmarido: “A vos no te pasa lo de Branca nomás porque sos el padre de mis hijos”. Sucede que César Blaquier, primer esposo de Marta, trataba de hacerse de la custodia de sus hijos tras el matrimonio de McCormack con Branca. Para eso, contrató a uno de los abogados más prestigiosos del momento, Ismael Bruno Quijano, quien había sido ministro de Justicia del general Alejandro Lanusse. En medio de la querella, Quijano fue secuestrado por un presunto  grupo “terrorista” que lo mantuvo en cautiverio por casi 60 días, tras el pago de un rescate de 250.000 dólares. Tras esto, Quijano desistió en saber nada más con ese caso y ningún abogado en Buenos Aires quiso patrocinar a Blaquier.
El 17 de junio de 1983, el juez federal Oscar Salvi ordenó la detención de quien fue su compañero de estudios secundarios Emilio Massera en la causa que investigaba la desaparición y el aparente homicidio de Branca. La declaración de Massera fue extensa y el testimonio de Guillermo Patricio Kelly fue de vital importancia para la causa. Se les dictó prisión preventiva a Marta Rodríguez McCormack y el capitán de navío Eduardo Invierno. Según la investigación, ellos habían sido los ideólogos de la desaparición y despojo patrimonial del empresario, y el capitán Inviemo participó en el operativo de secuestro de Branca. Pero para ese momento, la relación de McCormack con el Almirante ya había terminado. A Eduardo Invierno se le adujo la responsabilidad de que en sus gestiones para "investigar" las circunstancias de la desaparición de Branca, hizo todo lo posible para empantanar y dilatar un eventual esclarecimiento de esos hechos, incurriendo en el delito de "omisión de denuncia y destrucción de elementos probatorios".

## Condena
En 2007 le fue ratificado su procesamiento y su prisión preventiva por la Cámara Federal por haber extorsionado a la madre de un detenido en la ESMA.
El 26 de octubre de 2011, luego de un juicio oral, fue sentenciado, a prisión perpetua, por el Tribunal Oral Federal N.º 5 en el juicio por delitos de lesa humanidad cometidos en la Escuela Superior de Mecánica de la Armada(ESMA), durante la última dictadura militar argentina. Los jueces actuantes fueron Germán Castelli, Ricardo Farías y Daniel Obligado. El juicio oral duró dos años.

Fue condenado a cadena perpetua. Se encuentra detenido y alojado en el Complejo Penitenciario Federal II en Marcos Paz.